# Otton IV Bawarski
Otton IV Bawarski, Otton II jako książę Dolnej Bawarii (ur. 3 stycznia 1307; zm. 14 grudnia 1334 w Monachium) – w latach 1310–1334 książę Dolnej Bawarii.
Był drugim co do starszeństwa synem (ostatnim z pięciorga lub przedostatnim z sześciorga dzieci) Stefana I Bawarskiego i Judyty, córki księcia świdnickiego Bolko I Surowego oraz Beatrycze brandenburskiej. Jego ojciec zmarł w trakcie wojny z Fryderykiem III Pięknym, gdy Otto miał zaledwie 3 lata. Tym samym on i jego starszy brat Henryk XIV (II) zostali książętami Dolnej Bawarii. Początkowo współrządzili ze stryjem Ottonem III (Belą V), a po jego śmierci w 1312 z jego synem, urodzonym na kilka tygodni przed śmiercią Ottona III, Henrykiem XV (III). Kuratelę nad trzema niepełnoletnimi władcami sprawował książę Górnej Bawarii Ludwik IV.
W 1332 roku między współwładcami wybuchł konflikt. Ostatecznie w 1331 dokonano podziału, w wyniku którego Otto otrzymał Burghausen, Ötting, Traunstein, Hall in Tirol i Salzburg. Rezydował w pierwszej z miejscowości. Stosunki między współwładcami układały się bardzo źle. W 1332 bracia powrócili do idei wspólnych rządów. W 1333 roku umarł bezpotomnie Henryk XV (III). Sam Otto wyzionął ducha rok później, nie mając dziedzica i jego domena przypadła Henrykowi XIV (II), choć sam Otto wolał, by przeszła na Ludwika IV.
Przed 3 marca 1324 roku poślubił Ryszardę z Jülich (1314–1360), córkę Gerharda VII i Elżbiety brabanckiej. Doczekali się syna Alberta (ur. 1332), który jednak zmarł przed ojcem.